# Nakke (bebyggelse)
Nakke er en lille by nær Rørvig. Byen har tidligere haft en skole og desuden et mejeri, der nu bruges som "bed and kitchen".[kilde mangler]
Nakke ligger på halvøen Nakkeland syd for Rørvig og øst for Nykøbing Sjælland.
Umiddelbart syd for Nakke ligger den lille Nakke Skov.
Maarbjergggard ligger i byen. Denne gård har café og bed & breakfast.
Tidligere finansminister Thor Pedersen ejer flere gårde udenfor Nakke.